# No.4 (албум)
No.4 је четврти албум сарајевске групе Валентино, сниман у студију „Rockoko”, а објављен за загребачки Југотон 1988. године.
Након одласка првог певача Суада Јакирлића, Зијо Валентино у групу доводи певача сличних гласовних могућности Гога Прусину, који је исте године снимио албум „Записано у звијездама” са мостарском групом „Име руже”.
Албум бележи поп-рок нумере које су карактерисале групу и ранијих година, па се тако поред стандардних радијских хитова „Само склопи окице”, „Иду птице селице” и „Пиле моје”, налази и интересантан инструментал „Саксофони лете у небо”, који је Зијо компоновао на Тајланду где је налазио инспирацију за плочу.

## Списак песама
1. Не могу, не могу
2. Само склопи окице
3. Иду птице селице
4. Моје злато
5. Пиле моје
6. Гори ми гори (падобранац)
7. Склони се са мога прозора
8. Саксофони лете у небо (инструментал)

Све песме: Зијо Ризванбеговић

## Топ листе
| Листа | Највиша позиција |
| ----- | ---------------- |
| Ритам | 8                |